# Aberlour (whiskydestilleri)
Aberlour er et whiskydestilleri, som fremstiller whisky. 
Aberlour ligger i landsbyen af samme navn i området Speyside i Skotland.

Destilleriet blev grundlagt i 1826.

## Ekstern henvisning
- Aberlour.com

57°28′02″N 3°13′48″V / 57.46722°N 3.23°V